# The Guild 2
The Guild 2 (укр. Гільдія 2) — комп'ютерна гра в жанрі економічного симулятора і RPG, створена компанією 4HEAD Studios і випущена компанією JoWood Productions в 2006 році. Продовження симулятора середньовічного життя Europa 1400: The Guild.

## Опис гри
Гільдія 2 "стала логічним продовженням Europa 1400: The Guild від німецьких розробників 4HEAD Studios. Перед гравцем поставлені ті ж завдання: будівництво і розвиток власного ремісничого підприємства, створення політичної кар'єри тощо. Головним нововведенням гри став повний перехід в 3D і поліпшення графіки в цілому.

Середньовічна Європа переповнена подіями та інтригами. Європа, яка майже готова увійти в епоху Відродження. Європа дивовижна і непередбачувана. Вона повертається в приголомшливо реалістичному life-симуляторі за всю історію жанру!
Ви — не просто частина історії. Ви — творець своєї долі, деміург, здатний піднестися на вершину благополуччя. Створіть власну династію, обзаведіться могутніми друзями, наживите кровних ворогів. Зробіть пропозицію красивій жінці, виховайте сильних спадкоємців. Керуйте своїм життям! Проявіть себе, і нащадки оцінять ваші зусилля.

У грі тепер можна керувати своїм персонажем безпосередньо і вести бій з конкурентом як у всіх класичних RTS. Аналогічно можна управляти членами родини персонажа.
Кількість доступних професій також значно зросла. Безліч професій прибрали (як наприклад муляр), але замість цього з'явилися нові, пов'язані з землеробством і тваринництвом. Зріс вибір навичок для вдосконалення. Вибір зовнішності персонажа став більш гнучким, і схожим на The Sims 2.
Ігровий простір більше не обмежений одним містом, з'явилися умови для організації торгівлі між містами.

## Доповнення
Перше доповнення «Пірати європейських морів» (англ. Pirates of The European Seas) було випущене в травні 2007 року.
У ньому були додані нові професії (рибалка, лікар, продавець, пірат), можливість плавати на кораблях декількох типів і інші особливості. Цей пакет розширення був зустрінутий фанатами гри більш позитивними рецензіями в порівнянні з оригінальною грою. GameSpot оцінила його як «хороший» (6/10), а Strategy Informer поставив 8.2 балів з 10.
Друге доповнення «Венеція» з'явився у продажу в кінці 2008 року. Третє, «Епоха Відродження» (англ. The Guild 2: Renaissance) був випущений RuneForge і JoWooD Entertainment 27 липня 2010 року.

## Продовження серії
У 2017 році в ранньому доступі з'явилася The Guild 3.

## Критика
Після релізу The Guild 2 отримала середні оцінки журналів та веб-сайтів. 6,2 з 10 балів за версією GameSpot. Eoghan Brophy з колишнього ігрового сайту gamers Europe високо оцінив можливість, яку гравці можуть отримати завдяки накопиченому досвіду у вигляді перерозподілених балів, і зазначив, що їх вигідно інвестувати одразу після отримання у класові таланти. Стюарт Томас з ігрових дебатів похвалив комбінацію, створену модифікаціями, зробленими командою модифікаторів у спільноті навколо гри, назвавши її неймовірною роботою, яка заслуговує на трохи терпіння в міру проходження гри з точки зору початкової складності гри. Людовіка Лагомарсіно з італійського мультиплеєра "Reference Point" похвалила як особливу систему "прихильності" як для сентиментальних, так і для політичних та комерційних відносин, як корисну, так і користувацький інтерфейс за його зручність. Вінченцо Беретта з GMC зазначив, що "розробники намагаються подолати свій успіх, що відступає", водночас критикуючи, що "результати не зовсім однакові", продовжуючи критикувати користувацький інтерфейс, "який є скоріше проблемним, аніж функціональним", але високо оцінив сеттінг гри, який він назвав "надзвичайно жвавим та захопливим тривимірним середовищем".